# Saint-Augustin (Passo di Calais)
Saint-Augustin è un comune francese di 861 abitanti situato nel dipartimento del Passo di Calais nella regione dell'Alta Francia. È stato istituito il 1 gennaio 2016 dalla fusione dei precedenti comuni di Clarques e Rebecques.